# 朱赟
朱赟（1989年—），中国女子手球运动员。她曾代表中国国家女子手球队参加2011年世界女子手球锦标赛，最终队伍获得第21名。